# Carl Georg Behrens

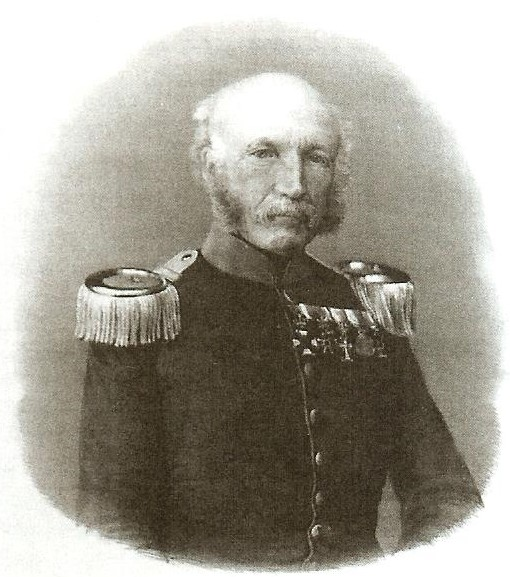
Carl Georg Behrens (1858)

Carl Georg Behrens (* 18. November 1792 in Hagenow; † 25. September 1879 in Hamburg) war ein deutscher Offizier und Topograph.

## Leben
Carl Georg Behrens war der jüngere Sohn des Baumeisters Ernst Christian August Behrens († 1817) und seiner Frau Dorothea Elisabeth, geb. Ahlendorf. Heinrich Ludwig Behrens (1787–1839) war sein älterer Bruder. 1802 wurde Ernst Christian August Behrens zum Stadtbaumeister in Lübeck berufen. Von 1807 bis 1811 assistierten beide Brüder ihrem Vater bei der Triangulation des Lübecker Staatsgebietes, aus der eine Topographische Karte entstand.
1813 trat er als Freiwilliger in die Hanseatische Legion ein. Nach kurzer Zeit erfolgte seine Ernennung zum Sekonde-Leutnant. Er kämpfte mit der Russisch-Deutschen Legion in der Schlacht an der Göhrde. 
Nach Auflösung der Legion wurde er 1814 in das Lübecker Militär übernommen. Es wurde Ende November 1814 aufgestellt, wobei nur mit gutem Zeugnis verabschiedete Angehörige der Hanseatischen Legion angenommen wurden. Auf die Nachricht von Napoleons Rückkehr von Elba stellte Lübeck gemeinsam mit Hamburg und Bremen am 29. März 1815 eine Hanseatische Brigade auf; ein großer Teil des städtischen Militärs wurde in das Lübecker Kontingent des Verbandes eingegliedert und rückte am 12. Juni zum Feldzug aus, gelangte jedoch nicht mehr zum Kampfeinsatz, da der Krieg vorher endete. Die Truppe kehrte am 29. Januar 1816 in die Stadt zurück.

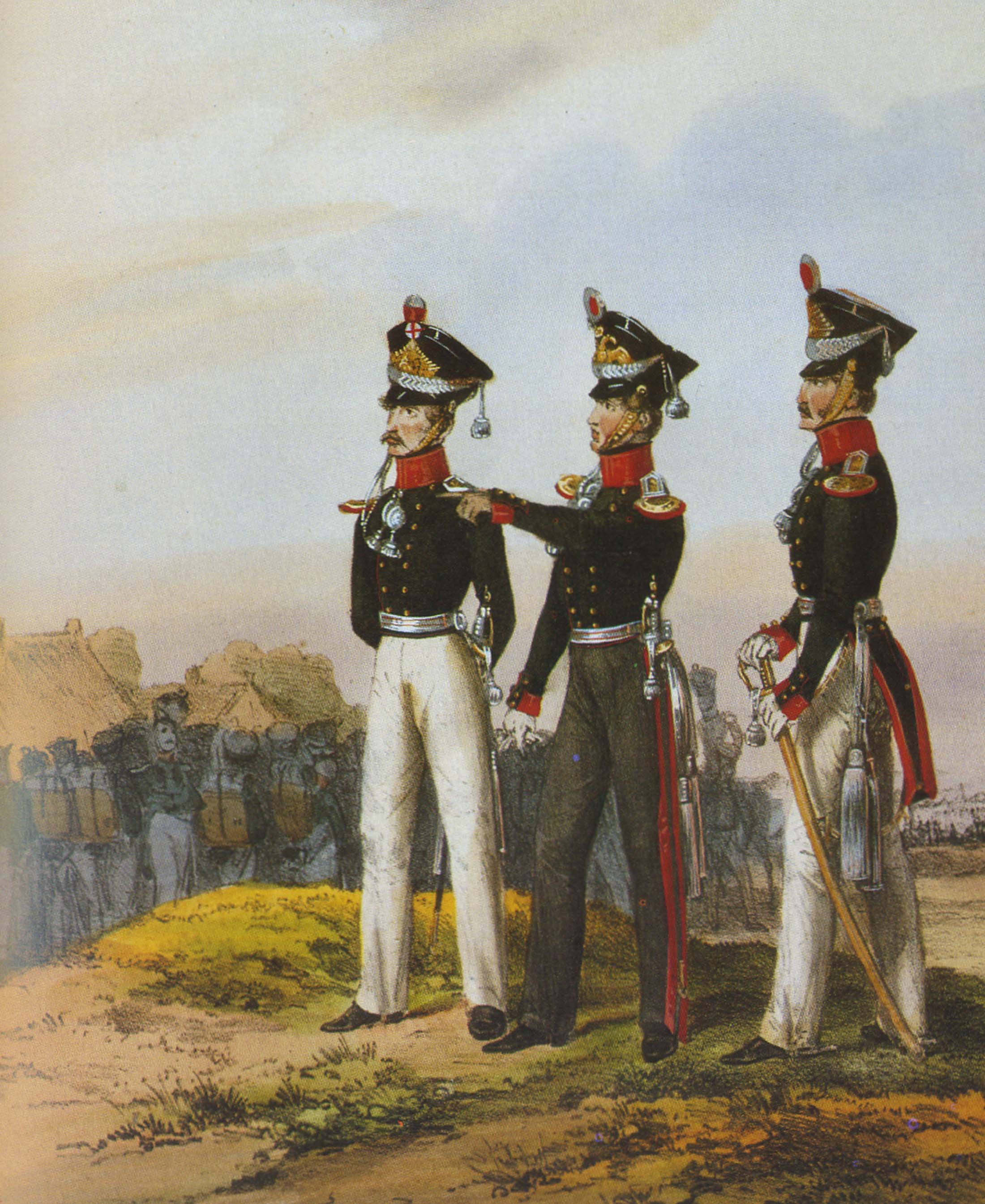
Offiziere der Oldenburgisch-Hanseatischen Brigade, ca. 1840

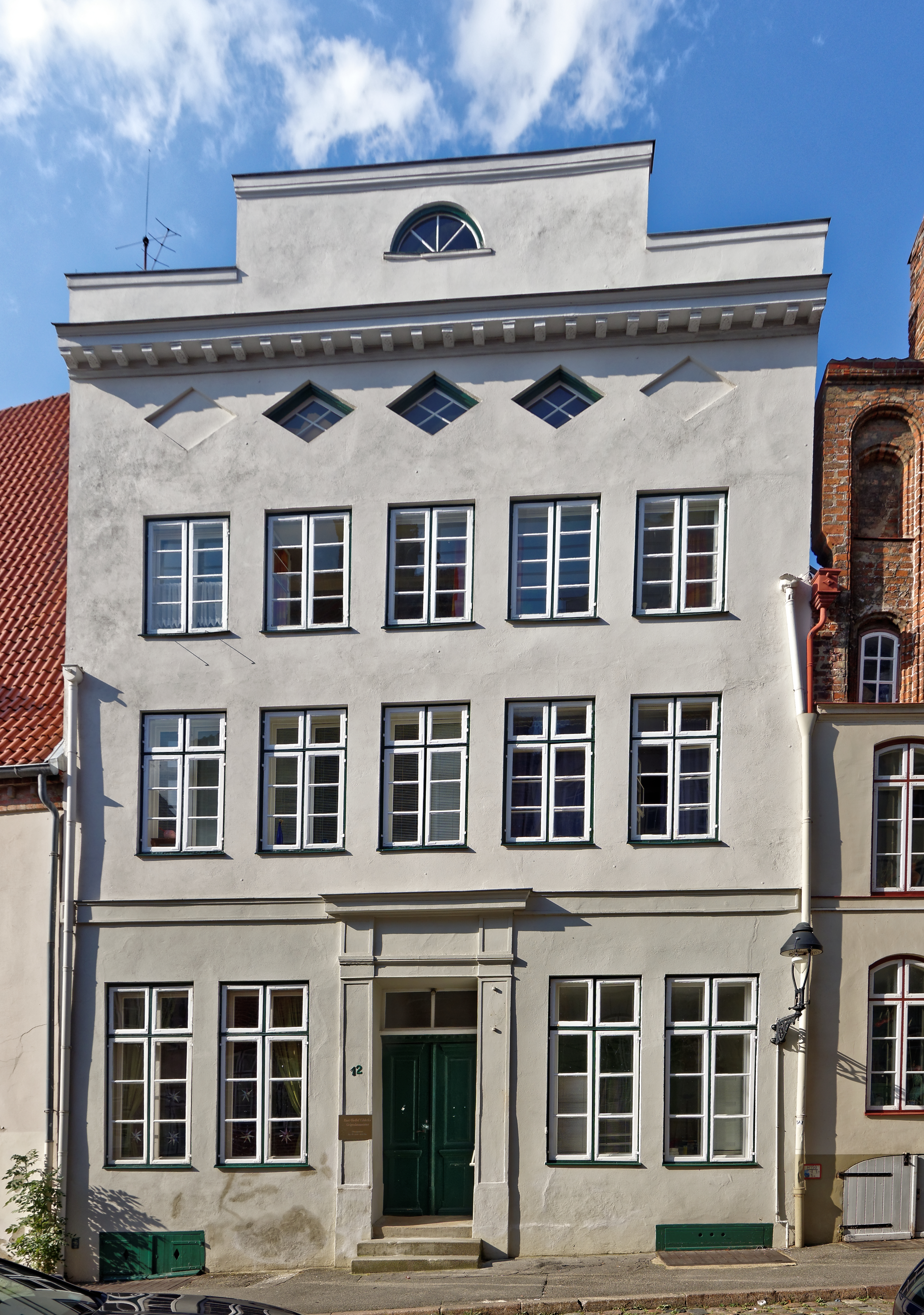
Große Petersgrube 12, Wohnhaus von Carl Georg Behrens

Mit dem Inkrafttreten der Bundeskriegsverfassung 1821 stellte Lübeck ein Kontingent des Bundesheeres des Deutschen Bundes. Seit 1832 wurde das Lübecker Militär offiziell als Bundeskontingent bezeichnet und bildete im Bundesheer zusammen mit den Kontingenten Hamburgs, Bremens und des Großherzogtums Oldenburg die Oldenburgisch-Hanseatische Brigade, die dem X. Bundesarmeekorps zugeordnet war. Behrens war darin zunächst Hauptmann. Nach dem von tagelangen Tumulten begleiteten Abgang des Majors Christian Ludwig Niemeitz 1843 wurde Behrens unter Beförderung zum Major zum Kommandeur der Lübecker Kompanien des Lübeckisch-Bremischen Leichten Infanterie-Bataillons ernannt. 1857 wurde er Oberstleutnant und Bataillonschef sowie Stadtkommandant von Lübeck.
1827 vermaß er die Trave für einen projektierten Durchstich und führte eine erste Vermessung des Burgwalls von Alt Lübeck durch. Auf der Grundlage der früheren Vermessungsarbeiten veröffentlichte er im gleichen Jahr zusammen mit seinem Bruder eine Topographische Karte des Lübecker Gebietes im Maßstab 1:91700. 1829 folgte der erste Band der Topographie und Statistik von Lübeck und dem mit Hamburg gemeinschaftlichen Amte Bergedorf. Den zweiten Teil gab er, nachdem sein Bruder 1837 gestorben war, 1839 allein heraus. Eine 1856 begonnene zweite Auflage blieb unvollendet.
1838 war er Gründungsmitglied des Vereins für Lübeckische Statistik. Er gehörte auch dem Verein für Lübeckische Geschichte und Altertumskunde an und war korrespondierendes Mitglied im Verein für Hamburgische Geschichte.
Bei seinem 70. Geburtstag war er seit fast 50 Jahren Soldat und unstreitig der älteste Bat[aillons]-Commandant in allen Armeen und Contingenten.
Zum 50. Jubiläum seines Eintritts in die Hanseatische Legion ehrte ihn der Senat der Freien und Hansestadt Lübeck mit der Gedenkmünze Bene Merenti, seiner höchsten Auszeichnung.
Mit Wirkung vom 1. Januar 1865 wurde er mit dem Charakter als Oberst in den Ruhestand verabschiedet. Sein Nachfolger wurde der zum Major beförderte Ferdinand von Bültzingslöwen.
Er war verheiratet mit seiner Nichte Christiane Caroline Louise, geb. Pitschner (1811–1897). Das Paar hatte sieben Söhne und zwei Töchter. Die Familie bewohnte das Haus Große Petersgrube 12 (damals Hausnummer 412 Marien Quartier).

## Auszeichnungen
- Kriegsdenkmünze der Hanseatischen Legion
- Königlicher Kronen-Orden (Preußen), 2. Klasse (23. Februar 1865)[5]
- Roter Adlerorden, 3. Klasse (23. September 1858)[6]
- Oldenburgischer Haus- und Verdienstorden des Herzogs Peter Friedrich Ludwig, Komtur (23. September 1858)[7]
- Österreichisch-kaiserlicher Leopold-Orden, Ritter[8]
- Dannebrogorden, Ritter (22. November 1854)[9]

## Werke
- Topographische Karte des Gebiets der freien Hansestadt Lübeck von H. L. u. G. Behrens. 1827. 1:91700

2. Ausgabe, berichtigt von G. Behrens, 1843.
- (mit Heinrich Ludwig Behrens): Topographie und Statistik von Lübeck und dem mit Hamburg gemeinschaftlichen Amte Bergedorf: Ein Beitrag zur topographisch-statistisch-historisch-politischen Beschreibung der freien Hansestadt Lübeck und dem Landgebiete derselben.

Band 1: Topographie und Theile der Statistik von Lübeck und dem Amte Bergedorf. Lübeck: Rohden 1829
Digitalisat, Bayerische Staatsbibliothek
Band 2: Enthaltend die Verfassung und die öffentliche Verwaltung von Lübeck und dem Amte Bergedorf. Lübeck: von Rohden; [Lübeck]: Borchers 1839
- 2. Auflage von Band 1, Lübeck: Rohden 1856

Digitalisat, Bayerische Staatsbibliothek